# Muhammad I. ibn Nasr

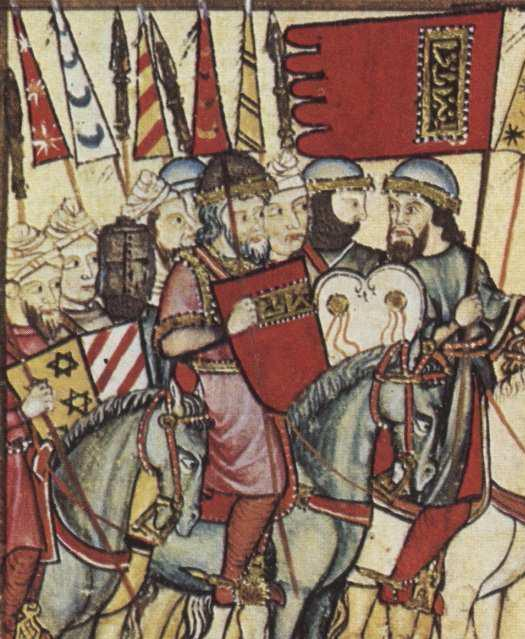
Muhammad I. ibn Nasr (Mitte, mit rotem Schild). Darstellung der Mudejaren-Revolte 1264/66 aus den Cantigas de Santa Maria (Ausschnitt).

Muhammad I. ibn Yūsuf ibn Nasr (arabisch محمد بن يوسف بن نصر, DMG Muḥammad b. Yūsuf b. Naṣr; * um 1194 in Arjona, Provinz Jaén; † 22. Januar 1273 bei Granada), bekannt als al-Ahmar (الأحمر, DMG al-Aḥmar ‚der Rote‘, wegen seines roten Bartes), bzw. auch asch-Schaich (الشيخ, DMG aš-Šayḫ ‚der Alte‘) oder al-Ghālib bi-Llāh (الغالب بالله, DMG al-Ġālib bi-Llāh ‚der Siegreiche für Allah‘) war von 1232 bis 1273 Emir von Granada.

## Geschichte
Mit der Niederlage der Almohaden in der Schlacht bei Las Navas de Tolosa (1212) wurde deren Kontrolle über Al-Andalus erheblich geschwächt. Zum endgültigen Zusammenbruch ihrer Herrschaft führte der Aufstand des Ibn Hud von Murcia. Zwar unterwarf dieser fast alle muslimischen Gebiete in Andalusien, doch konnte er das Land nicht gegen die Angriffe von Kastilien und León verteidigen. Im Jahr 1232 erhob sich deshalb Muhammad ibn Nasr und ließ sich in Arjona zum Emir ausrufen. Sein Herrschaftsgebiet erstreckte sich über eine relativ kleine Region, die Jaén, Guadix und Baeza einschloss. Von großer Bedeutung für die Sicherung der nasridischen Herrschaft war die Unterstützung einer anderen Familie aus Arjona, der Banū Aschqilūla; diese halfen Muhammad auch 1233 bei seinem erfolglosen Versuch, Sevilla der Herrschaft Ibn Hūds zu entreißen. Muhammad I. sicherte sich die Unterstützung der Banū Aschqilūla mit dem Versprechen, die Macht mit ihnen zu teilen. 1234 musste er sich Ibn Hūd unterwerfen, um von ihm in seinem Heimatgebiet anerkannt zu werden. 

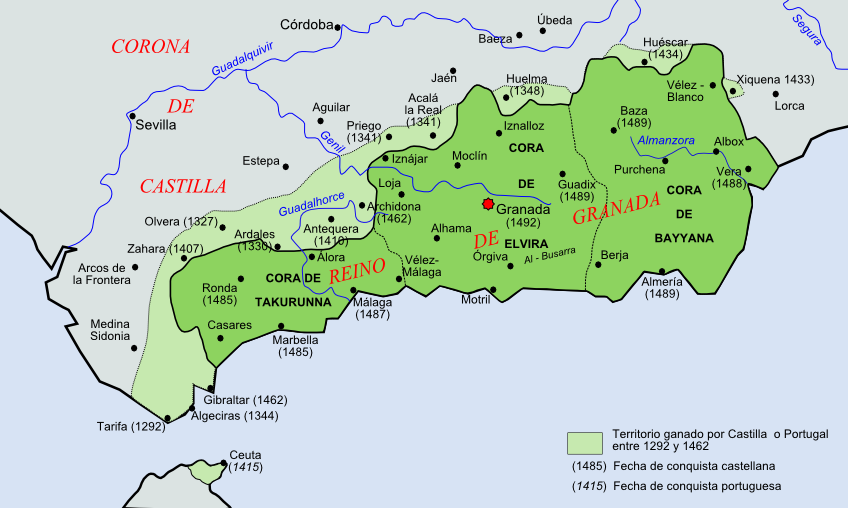
Emirat von Granada

Obwohl sich Muhammad 1236 der kastilischen Oberhoheit unterstellt hatte, konnte er im Jahr 1237 Granada erobern, das er zur Residenz seines Reiches erhob. Ein Jahr später (1238) fiel Almería in seine Hand, und wenig später sandte auch Málaga Gesandte aus, um ihn zur Machtübernahme einzuladen. 1242 unterstellte sich Muhammad dem Hafsiden-Herrscher Abu Zakariya Yahya I. 1246 musste Muhammad Jaén aufgeben und in ein Vasallenverhältnis zu dem kastilischen Herrscher Ferdinand III. treten. Der größte Beweis seiner Loyalität gegenüber Kastilien war seine Heeresfolge bei der Eroberung von Sevilla (1248). Dafür konnte er als einziger muslimischer Herrscher auf der iberischen Halbinsel seine Herrschaft behaupten.
In der Folgezeit gelang die Konsolidierung des Nasridenreiches. Durch die Ansiedlung muslimischer Flüchtlinge aus den von den Christen eroberten Gebieten nahm die Bevölkerung erheblich zu und erreichte eine große Homogenität, so dass der alte Gegensatz zwischen Arabern und Berbern an Bedeutung verlor (siehe: Kalifat von Córdoba). Durch die muslimische Zuwanderung kam es zu einem erheblichen Wirtschaftsaufschwung. Allerdings blieb das Reich während seiner gesamten Existenz im Außenhandel von den christlichen Seemächten Aragon und Genua abhängig. Unter Muhammad I. begann in Granada der Ausbau der Alhambra zur Festung und Residenz. Im Jahr 1257 ernannte Muhammad I. seine beiden Söhne Muhammad und Yūsuf zu seinen Thronfolgern. Damit brachte er allerdings die Banū Aschqilūla gegen sich auf, weil diese sich nun von der Macht ausgeschlossen fühlten.
Gegen Ende seiner Regierung geriet Muhammad I. in Konflikt mit Kastilien, als dieses die Abtretung von Tarifa und Gibraltar forderte. Als Muhammad I. dies ablehnte und im Jahr 1265 den Aufstand der Mudejaren in Kastilien förderte, zog Alfons X. bis nach Granada und erzwang eine Erhöhung der Tribute. Außerdem verbündete sich Kastilien mit den oppositionellen Banū Aschqilūla. Muhammad I. unterstützte umgekehrt den kastilischen Adel gegen Alfons X. 
Muhammad I. geriet während eines Feldzugs gegen einige Abtrünnige unweit von Granada in einen Hinterhalt und wurde getötet (1273). Bei seinem Tod hinterließ er ein weitgehend gefestigtes Reich, das noch weitere 200 Jahre dem christlichen Druck standhalten konnte. Nachfolger wurde sein Sohn Muhammad II. al-Faqih (reg. 1273–1302).